# Decimus Iunius Novius Priscus
Decimus (Iunius) Novius Priscus (Rufus) est un sénateur romain du Ier siècle, consul en 78 à la fin du règne de Vespasien et gouverneur de Germanie inférieure sous Titus.

## Biographie
Un Novius Priscus est un ami de Sénèque et l'époux d'une certaine Antonia Flaccilla. Il s'agit soit de son père, soit de lui. Ce Priscus est condamné au bannissement perpétuel par Néron, et son épouse l'accompagne pendant son exil, à la suite de la conspiration de Pison de 65.
En l'an 78, à la fin du règne de Vespasien, il est consul éponyme avec Lucius Ceionius Commodus,. Avec Marcus Cocceius Nerva dès 71 et Lucius Valerius Catullus Messallinus en 73, ils sont les deux seuls consuls ordinaires du règne de Vespasien autre que l'empereur et ses deux fils.
Sous le règne de Titus, en 80, il est gouverneur (légat d'Auguste propréteur) de Germanie inférieure, pour un mandat allant peut-être de 78 à 80-81.
Son petit-fils Caius Novius Priscus est consul suffect en 152 sous Antonin le Pieux.